# Stari Velidnîkî, Ovruci
Stari Velidnîkî (în ucraineană Старі Велідники) este un sat în comuna Novi Velidnîkî din raionul Ovruci, regiunea Jîtomîr, Ucraina.

## Demografie
Componența lingvistică a localității Stari Velidnîkî
     Ucraineană (99,54%)
     Alte limbi (0,46%)
Conform recensământului din 2001, majoritatea populației localității Stari Velidnîkî era vorbitoare de ucraineană (99,54%), existând în minoritate și vorbitori de alte limbi.